# Sarékaly
Sarékaly est une sous-préfecture de Télimélé, dans la région de Kindia.

## Histoire et subdivision administrative
La sous-préfecture de Sarékaly est l'une des 15 sous-préfectures de Télimélé. Elle est située à environ 7km de la commune urbaine, ce qui fait d'elle la plus proche de la ville de Télimélé.
Elle est créée en 1977 et est érigée en communauté rurale de développement (CRD) en 1992 puis en commune rurale en 2010.
La sous-préfecture de Sarékaly a cinq districts: Sarékaly centre, Hollande dian, Filo, Madina teliko et Ley legguel et 28 secteurs.
Elle est limitée à l'est par la sous-préfecture de Bourouwal, à l’ouest par la sous-préfecture de Tarihoye, au nord par la sous-préfecture de Santou et au sud par la commune urbaine de Telimélé et la commune rurale de Gougoudjé.

## Population
Selon le recensement de 2020 de l'INS sa population est estimée à 17 772 habitants.

## Climat et végétation
Cette sous-préfecture située dans une zone tropicale dispose d'une biodiversité luxuriante. Les températures courantes sont de 27,3°c et la pluviosité moyenne est de 1430mm annuellement.

## Infrastructure
En juin 2023, la mosquée centrale du district de Hollande dian a été inaugurée. Ce bâtiment, fruit de 17 années d'efforts des ressortissants locaux, comprend une salle de prière pour homme pouvant accueillir plus de 400 fidèles, une salle de prière pour femmes, une bibliothèque, une morgue, des blocs sanitaires et un centre de mémorisation du coran.

### Défis persistants
Malgré ces réalisations, Sarékaly souffre d'un manque criant d'infrastructures de base. Lors d'une visite en Avril 2025, le Premier ministre Bah Oury a été interpellé par les autorités locales sur l'absence de maison des jeunes, de terrain de football et de logement pour le représentant local du chef de l'Etat. Le bâtiment actuel de la sous préfecture a été construit grâce à la solidarité des ressortissants, notamment ceux établis en Angola.

## Éducation
La commune rurale de Sarékaly dispose de 16 écoles primaires publiques, de 3 collèges-lycées publics dont un franco-arabe, de 2 centres de mémorisation du saint coran, de 5 centres d'encadrement communautaire et d'un centre NAFA. Un exemple notable est le lycée-collège de référence de Sarèkaly, construit grâce à un partenariat entre le gouvernement guinéen (via le PACV2) et les ressortissants de la localité, notamment ceux établis en Angola, en France, en Belgique et aux Etats-Unis. Cet établissement comprend douze salles de classe, une Bibliothèque, des salles d'informatique et de lecture, et a vu son effectif passer de 30 élèves en 2012 à 456 en 2021.

## Santé
La sous-préfecture de Sarékaly possède un centre de santé et quatre postes de santé tous fonctionnels.

## Tourisme
La sous-préfecture de Sarékaly, située dans la préfecture de Télimélé, en région de Kindia, en République de Guinée, possède un potentiel touristique modeste mais prometteur. Son intérêt repose principalement sur ses ressources naturelles, son patrimoine culturel et ses traditions locales.

## Géographie et environnement
Sarékaly est caractérisée par un relief vallonné et un environnement rural typique de la Moyenne-Guinée. On y trouve des collines boisées, des rivières et quelques zones de forêts galeries, offrant un cadre propice aux activités de nature telles que la randonnée, l’écotourisme ou l’observation de la faune et de la flore.
Certains sites naturels, tels que des points d’eau sacrés, des grottes ou des rochers isolés, sont associés à des croyances traditionnelles locales. Ces lieux, bien que peu connus à l’échelle nationale, attirent parfois des visiteurs des localités voisines à des fins spirituelles ou culturelles.

## Patrimoine culturel
La population de Sarékaly est majoritairement composée de Peuls, avec une culture orale vivante et un fort attachement aux traditions. Les fêtes communautaires, les chants et danses traditionnels, ainsi que les marchés hebdomadaires contribuent à la richesse culturelle de la localité.
L’architecture vernaculaire, notamment les constructions en banco, reflète le mode de vie local et l’adaptation au climat. Quelques sites historiques rappellent l’histoire de la région, notamment à travers la mémoire de figures locales ou de lieux liés à la résistance anticoloniale.

## Artisanat et gastronomie
Le tissage, la teinture naturelle et la sculpture sur bois figurent parmi les savoir-faire artisanaux encore pratiqués dans certains villages de la sous-préfecture. La gastronomie repose principalement sur des produits locaux tels que le fonio, le mil, le maïs ou les feuilles de manioc, souvent cuisinés selon des recettes traditionnelles.

## Accessibilité et infrastructures
Sarékaly reste une zone rurale peu équipée en infrastructures touristiques. L’accès routier est possible depuis Télimélé, mais les conditions de transport peuvent être affectées par la saison des pluies. L’hébergement est généralement assuré par des familles ou des acteurs locaux dans un cadre informel. Il n'existe pas à ce jour de structure hôtelière organisée.

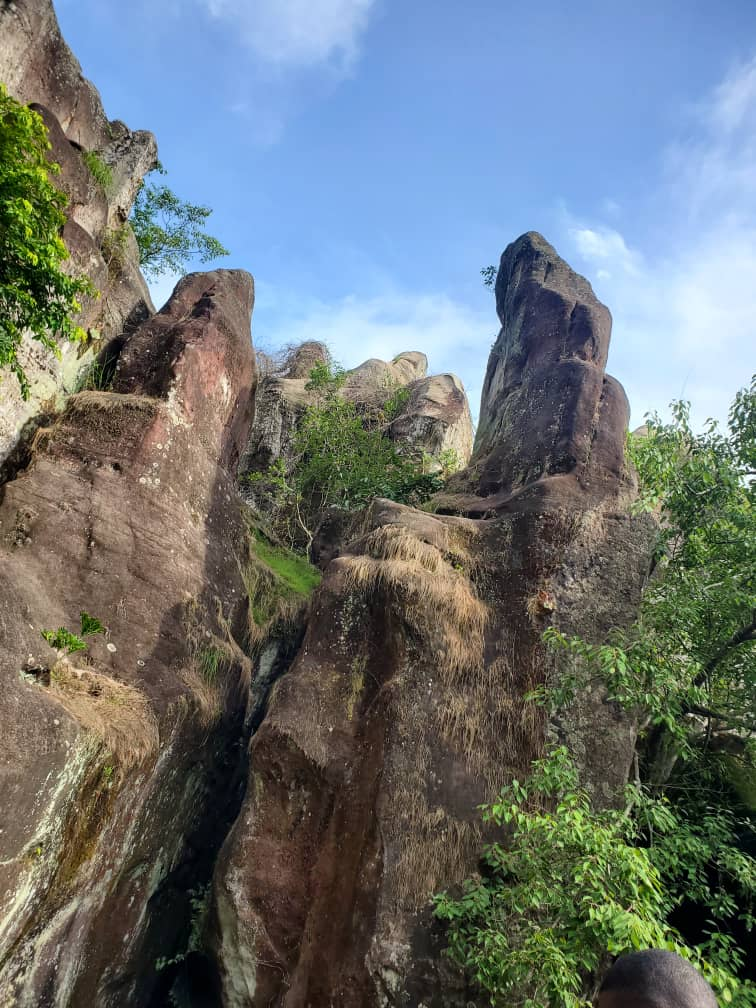
Grotte Ley leggel

## Initiatives locales
Des initiatives de tourisme communautaire commencent à émerger, portées notamment par des jeunes ou des associations locales visant à valoriser le patrimoine culturel et naturel de la région. Ces actions restent limitées mais témoignent d’un intérêt croissant pour le développement d’un tourisme durable et respectueux de l’environnement.

## Personnalité lié à la ville
- Hadja Rabiatou Serah Diallo, originaire.

## Galerie

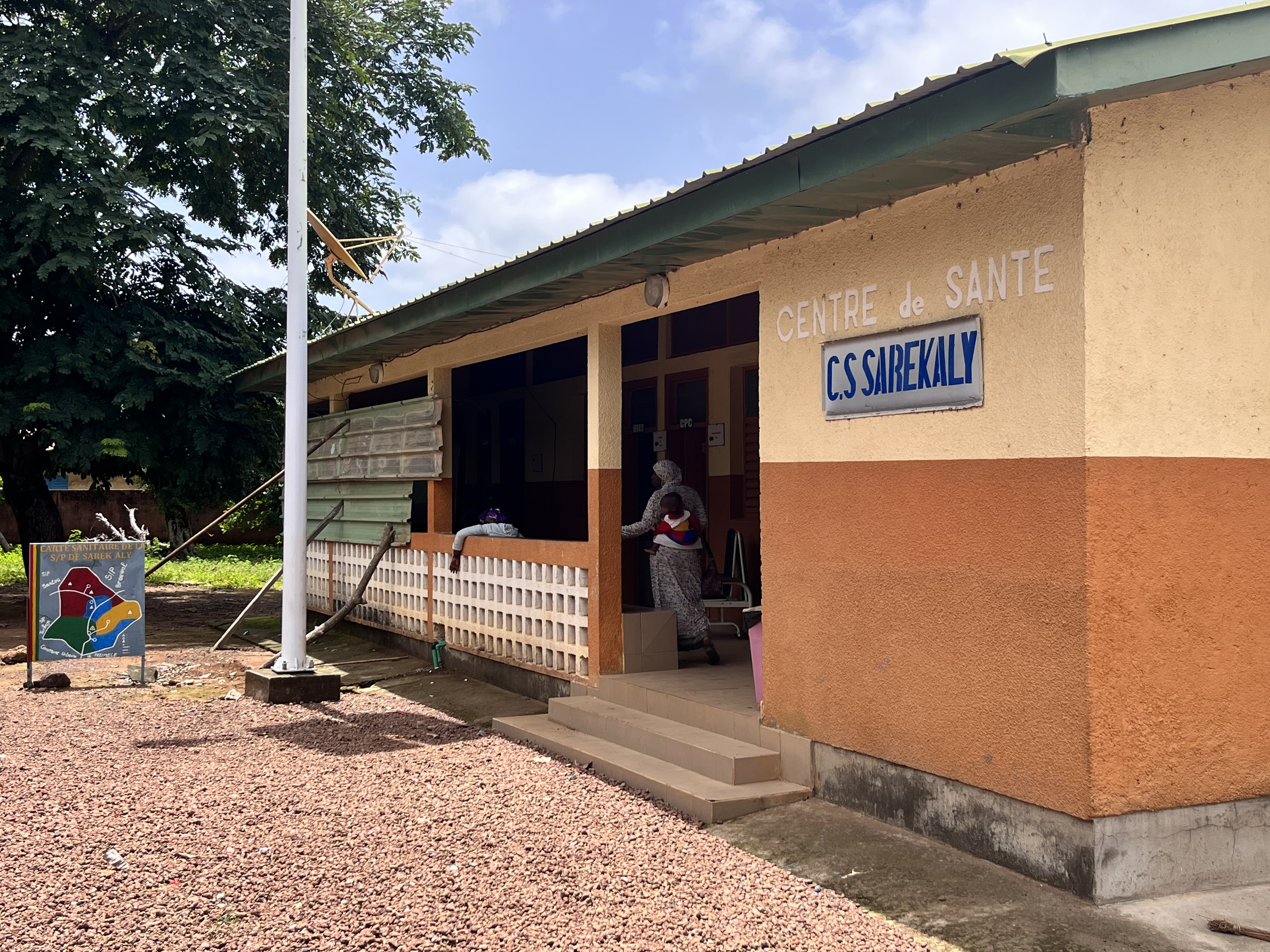
Centre de sante de Sarékaly
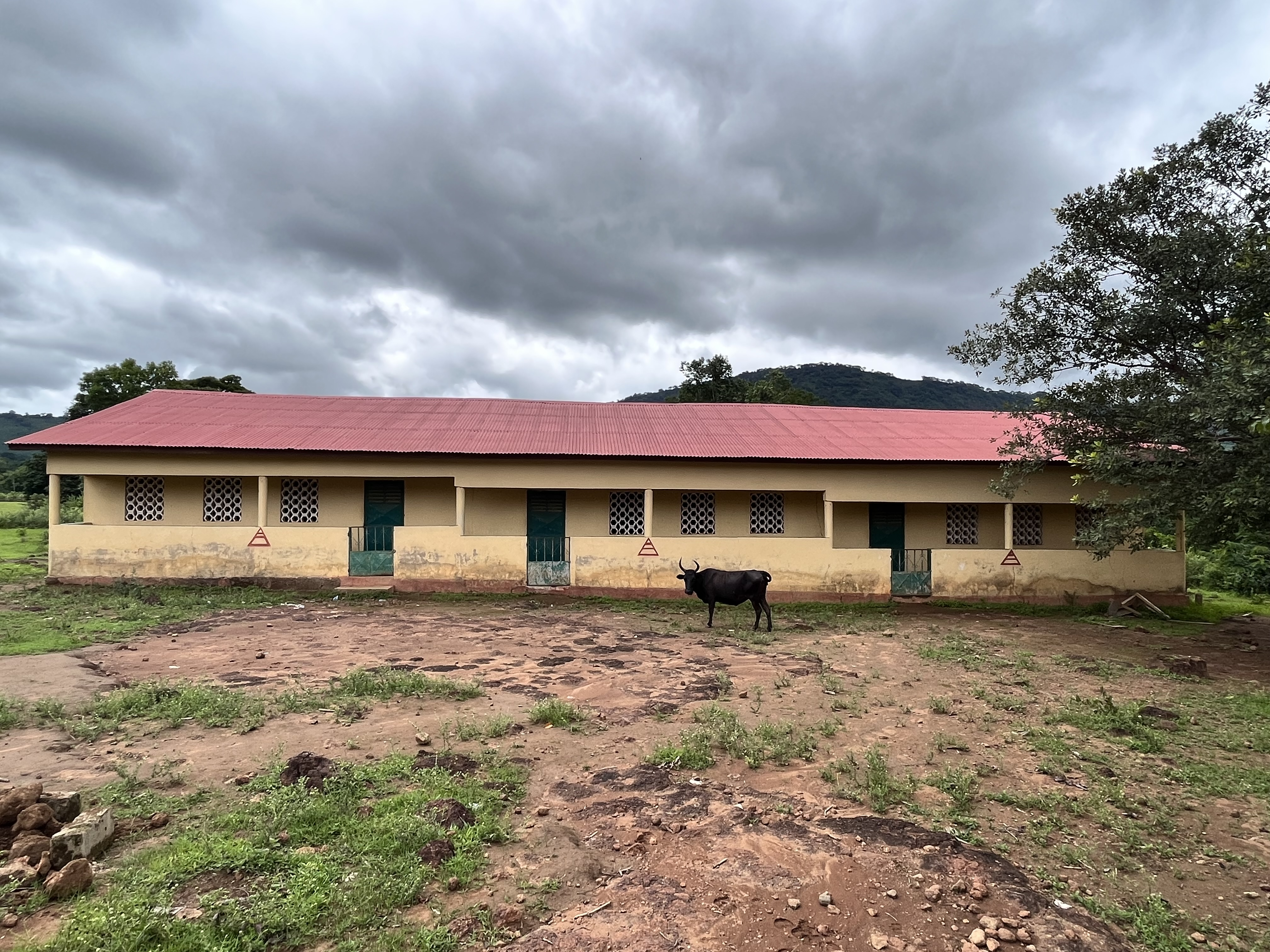
College-lycée Sarékaly;
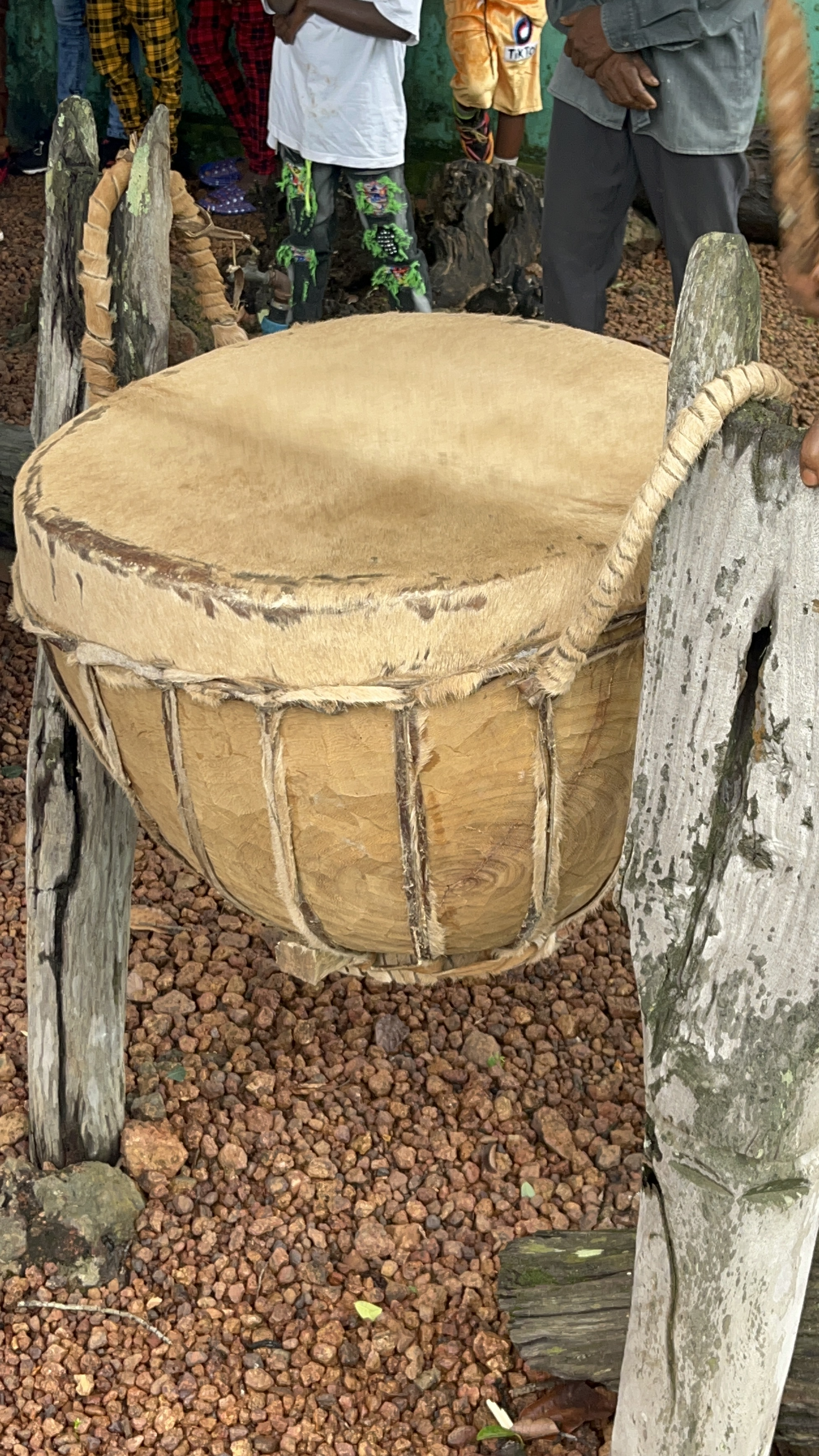
Tabala lors d'une fête a Sarékaly
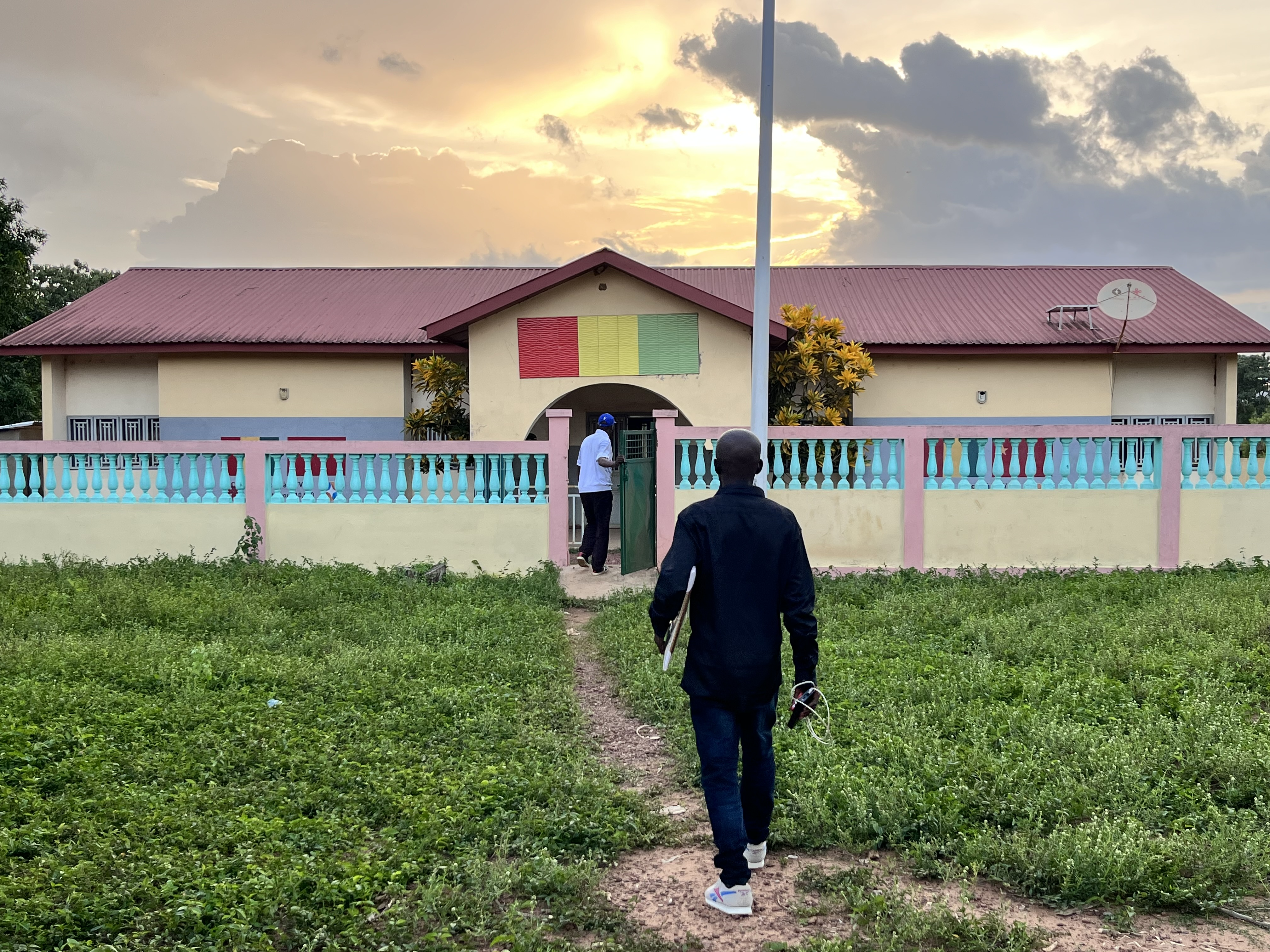
Mairie de Sarékaly
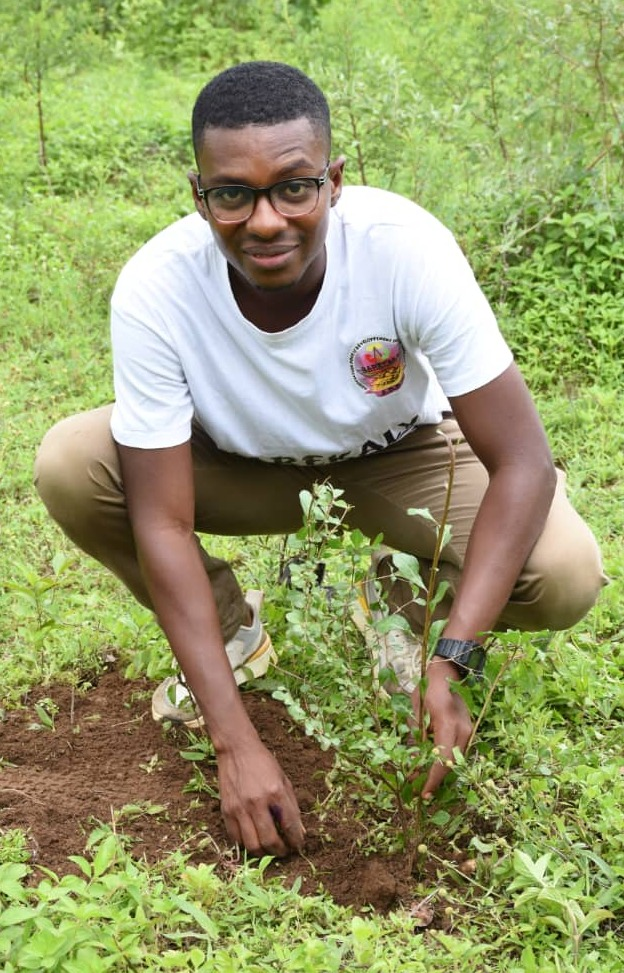
Jeune plante un arbre à Sarékaly
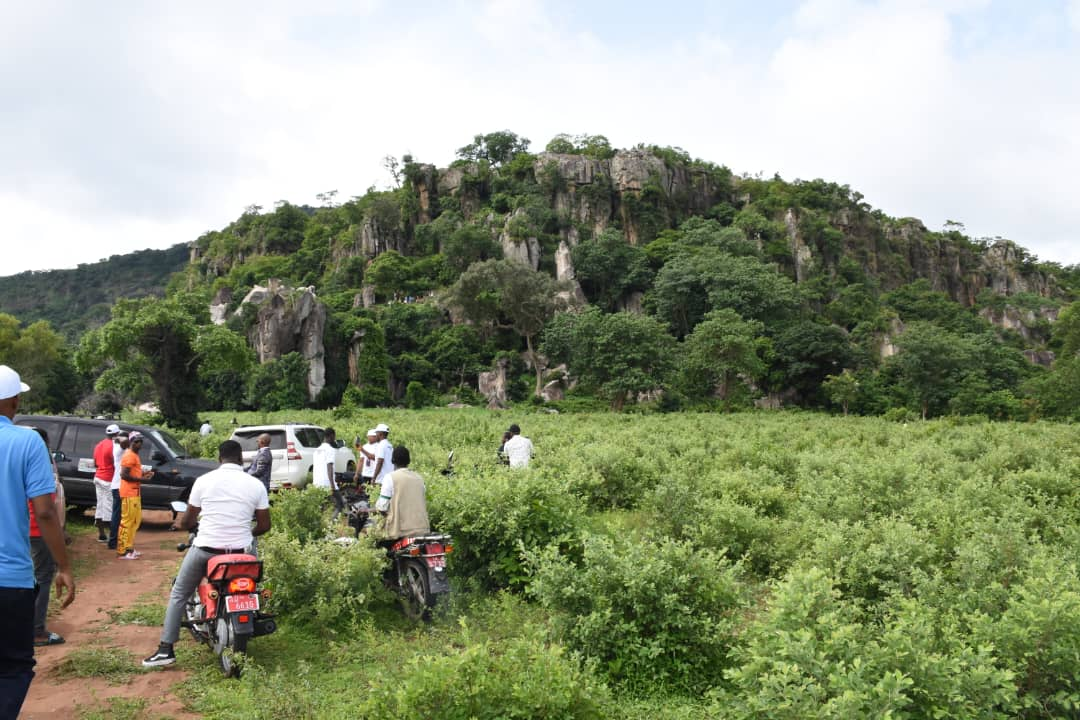
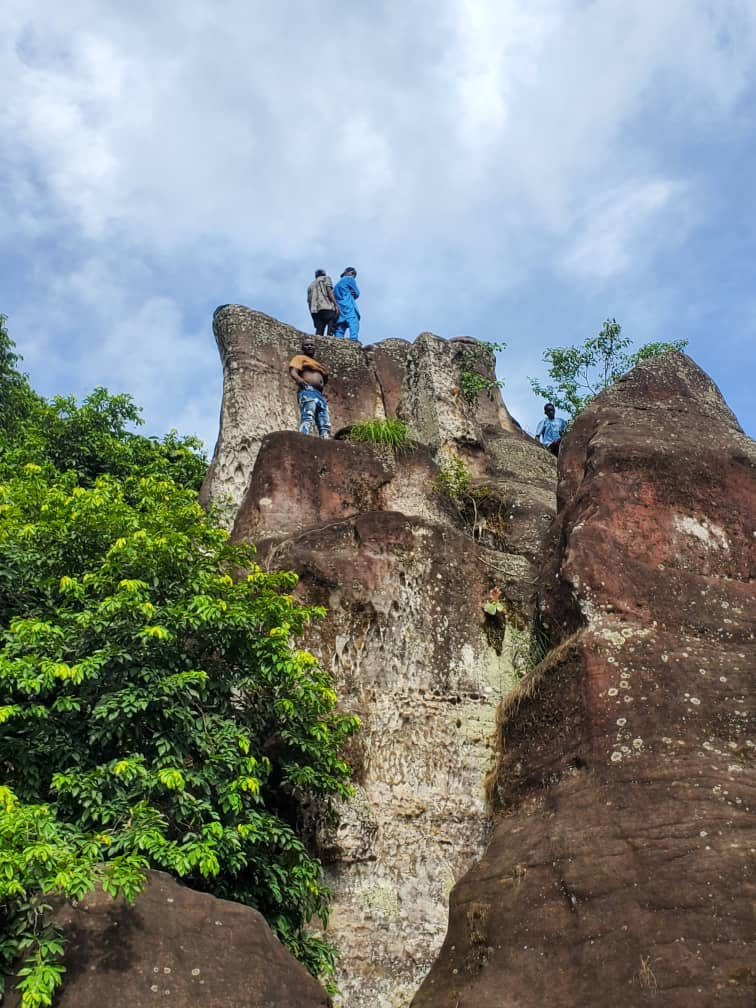